# Cresera optimus
Cresera optimus är en fjärilsart som beskrevs av Butler 1877. Cresera optimus ingår i släktet Cresera och familjen björnspinnare. Inga underarter finns listade i Catalogue of Life.